# 에콰토리움

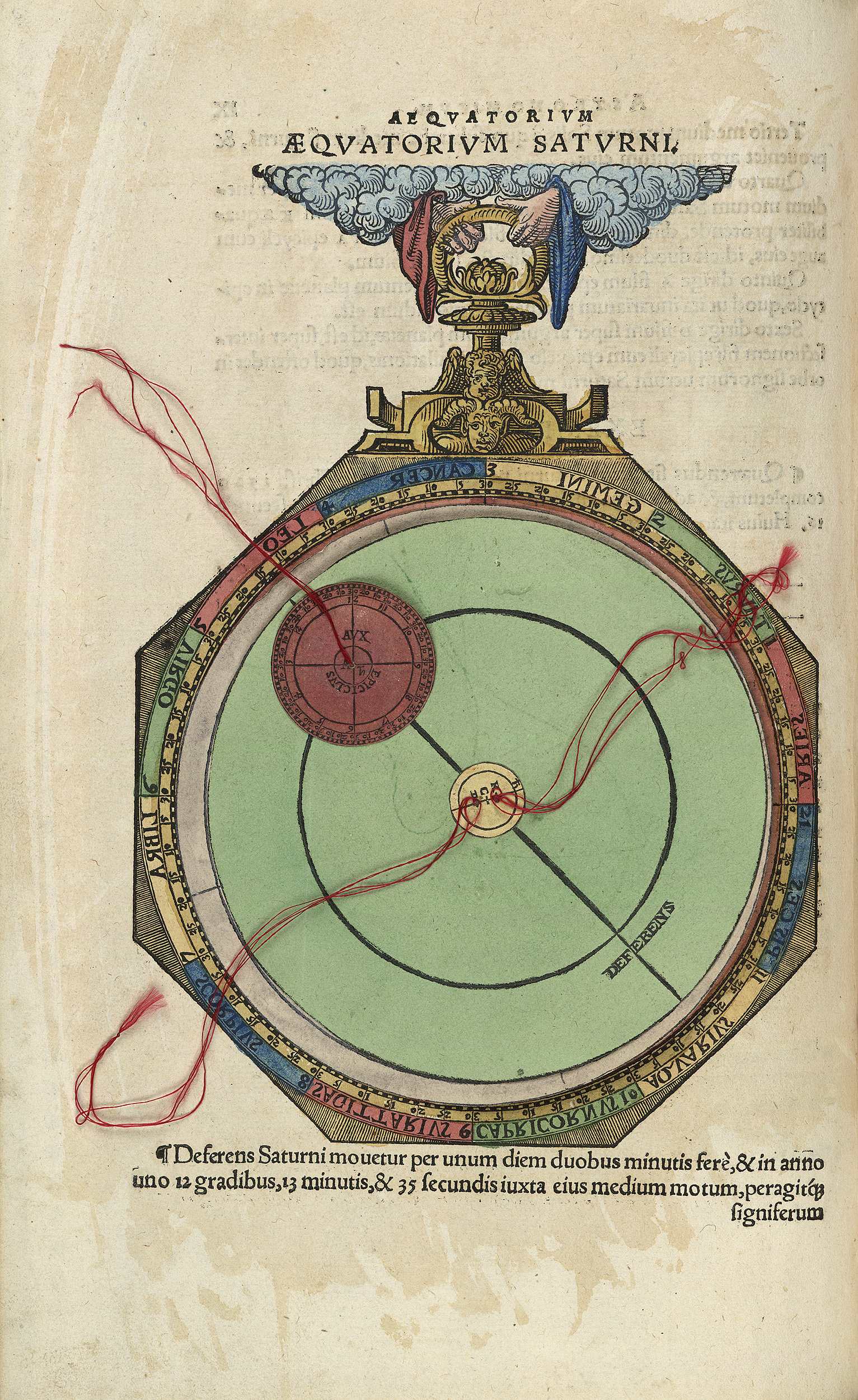
요하네스 쇠너가 만든 에콰토리움

에콰토리움(라틴어: equatorium, 복수형: equatoria)은 천문학에서 사용되는 계산 기기이다.이 장치는 기하학 모델을 통해 특정 천체의 위치를 시각적으로 표현할 수 있으며, 복잡한 산술 계산 없이도 달과 태양, 그리고 여러 행성의 위치를 파악하는 데 활용된다.